# Alois von und zu Liechtenstein (1780–1833)

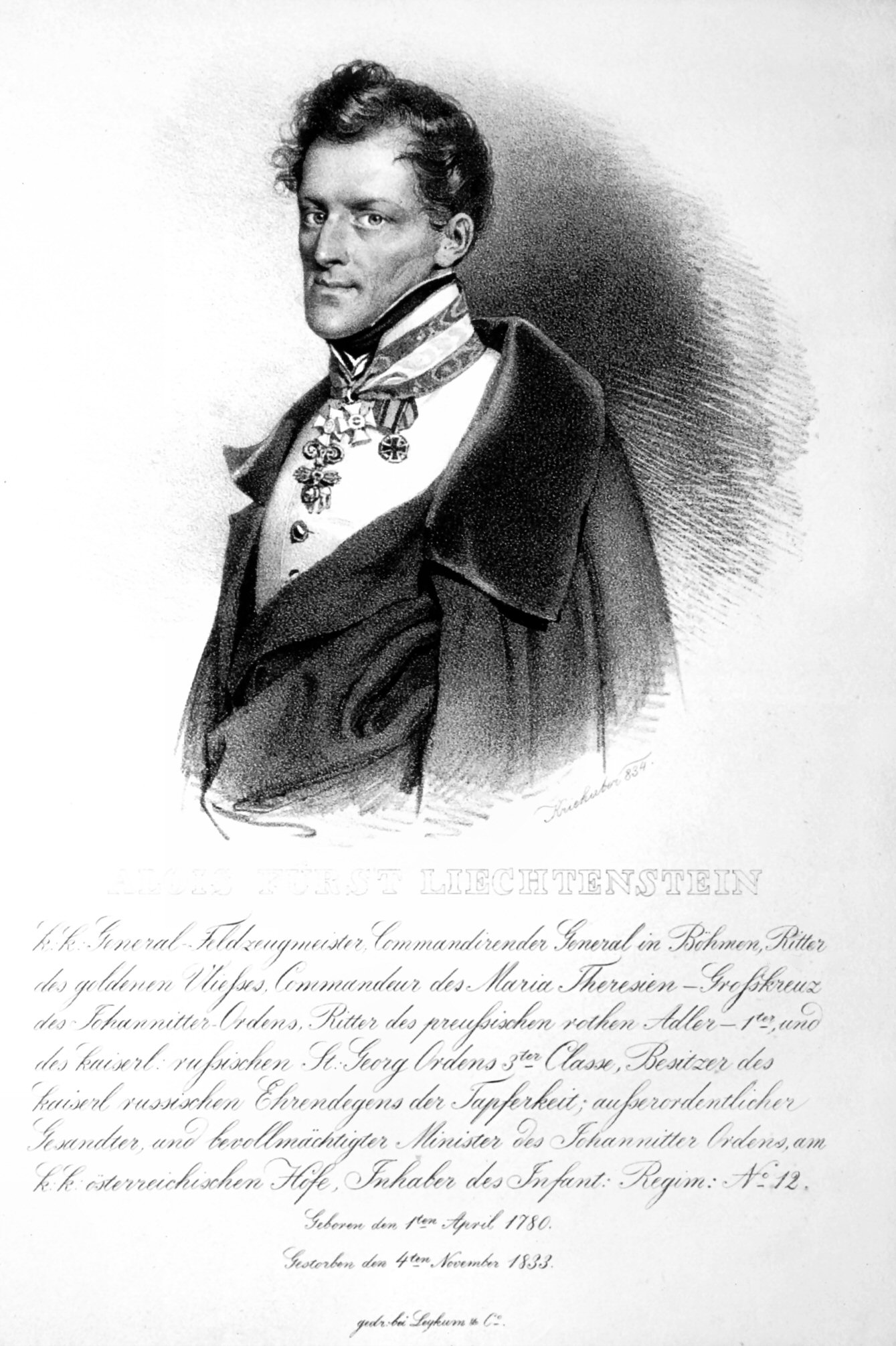
Fürst Alois von und zu Liechtenstein nach einer Lithographie von Josef Kriehuber, 1834

Fürst Alois von und zu Liechtenstein (Aloys Gonzaga Joseph Franz de Paula Theodor; * 1. April 1780 in Wien; † 4. November 1833 in Prag) war ein kaiserlich-königlicher Feldzeugmeister.

## Biografie
Liechtenstein war der jüngste Sohn des Fürsten Karl Borromäus von und zu Liechtenstein (1730–1789) und dessen Gemahlin Eleonore, geborene Fürstin zu Oettingen-Spielberg (1745–1812). Er genoss eine sorgfältige Erziehung und schlug danach wie sein Vater und seine Brüder die militärische Laufbahn ein.
Auf Bitte seiner Mutter besorgte ihm Feldmarschall Graf Franz Moritz von Lacy, ein alter Freund der Familie, eine Offiziersstelle. 1797 trat er als Unterleutnant in das  Infanterieregiment Nr. 22 ein und lernte den Dienst in Znaim. Im gleichen Jahr folgte seine Ernennung zum Leutnant und Oberleutnant. Im Zweiten Koalitionskrieg erlebte er in der Schlacht von Ostrach (21. März 1799) die Feuertaufe. Zum Hauptmann befördert, nahm er während des Feldzuges in der Schweiz am Gefecht bei Pfungen (28. Mai 1799) teil und wurde 1800 zum Major im Infanterieregiment Nr. 12 ernannt. 
Im Feldzug von 1800 stand er beim Korps des Feldmarschallleutnant Fürst Heinrich XV. Reuß zu Greiz. Am 11. und 14. Juni 1801 war er mit seinem Regiment an beiden Gefechten bei Schongau am Lech beteiligt. Ungeachtet einer ersten Verwundung hatte er sein Bataillon in großer Geistesgegenwart weitergeführt, bis eine französische Kanonenkugel das linke Schenkelbein zerschmetterte und er darauf in Gefangenschaft geriet. Nach dem Frieden und seiner Beförderung zum Oberstleutnant kehrte er nach seiner Wiederherstellung im Januar 1801 in sein altes Regiment zurück. Im Dritten Koalitionskrieg übernahm er zum Oberst aufgestiegen selber das Kommando des Infanterieregiments Nr. 12 und kämpfte 1805 unter Feldmarschallleutnant Freiherr Karl Mack von Leiberich in Schwaben. Seine Truppen fochten bei Haslach (11. Oktober) und Söflingen und gerieten am 20. Oktober 1805 mit der gesamten kaiserlichen Besatzung von Ulm in französische Kriegsgefangenschaft.
1809 zum Generalmajor befördert, wurde er von Kaiser Franz I. zum Inhaber seines Infanterieregiments Nr. 12 auf Lebenszeit ernannt. Als Brigadekommandeur im III. Korps des Feldmarschallleutnant Prinz Friedrich Franz Xaver von Hohenzollern-Hechingen nahm er am Feldzug von 1809 in Bayern und an der Donau teil. Liechtenstein zeichnete sich am 19. April 1809 zusammen mit seinem Bruder Moritz in der Schlacht bei Teugn-Hausen aus, wo er mehrfach verwundet, sofort zur Operation nach Wien gebracht werden musste. Der Kaiser eilte am 6. Mai persönlich an sein Krankenbett. Ohne Rücksicht auf seine zahlreichen, noch nachwirkenden Verwundungen übernahm er im Feldzug von 1812 eine Brigade im österreichischen Hilfskorps des Fürsten Karl Philipp zu Schwarzenberg. Neben der Teilnahme an der Schlacht von Gorodetschno sind seine persönlichen Eingriffe bei den Gefechten von Wyzna (25. August) und Wyczulki (8. Oktober 1812) hervorzuheben.
1813 zum Feldmarschalleutnant ernannt, führte er in den Befreiungskriegen eine Infanterie-Division im Korps des Grafen Ignácz Gyulay. In der Schlacht um Dresden (26. August) bewahrte er den linken Flügel Schwarzenbergs vor der gänzlichen Vernichtung. Im Rahmen des II. Korps unter General Graf Maximilian Friedrich von Merveldt kämpfte er in der Völkerschlacht bei Leipzig. Am 16. Oktober zeigte er beim Kampf um Dölitz große Tapferkeit und übernahm nach der Gefangennahme des Grafen von Merveldt das Kommando von dessen Korps. Am 9. November beteiligten sich seine Truppen an der Erstürmung feindlicher Stellungen bei Hochheim, danach leitete er die Einschließung von Kastel (Mainz). Im Feldzug von 1814 rückte er an der Spitze seines Korps über Basel nach Frankreich ein, brachte die Forts Joux und St. André  zur Übergabe und begann dann die Cernierung von Besançon. Im Feldzug von 1815 führte er das Kommando über das österreichische Reservekorps.
Nach dem Krieg wurde er in die nächste Umgebung des Kaisers berufen. Er war als Gesandter des Souveränen Malteserordens am Hofe in Wien akkreditiert. Im Dezember 1826 erfolgte seine Ernennung zum Kommandierenden General in Mähren und schließlich ab Juli 1829 in Böhmen. 1830 wurde er zum Feldzeugmeister befördert. Am 4. November 1833 verstarb er in Prag. Sein Leichnam wurde nach Mährisch Kromau überführt und in der Familiengruft bestattet.

## Auszeichnungen
- 1801: Ritterkreuz des Militär-Maria-Theresien-Ordens
- 1809: Kommandeurkreuz des Militär-Maria-Theresien-Ordens
- 1813: Ritterkreuz I. Klasse des Roten Adler-Ordens
- 1813: Goldenes Schwert für Tapferkeit
- 1813: Ritterkreuz III. Klasse des Ordens des Heiligen Georg
- 1830: 909. Ritter des Ordens vom Goldenen Vlies